# Онурмосе
Онурмосе (*XIII ст. до н. е. ) — давньоєгипетський державний діяч XIX династії, верховний жрець Онуріса за володарювання фараона Мернептаха. Відомості про нього містяться в напису в гробниці Онурмосе в Ель-Машаїх біля Лепідотонполісі (давньоєгипетському Бехдеті).

## Життєпис
Син Пеннуба, писаря новобранців, та Ємвені. Розпочав кар'єру у війську за часів Рамсеса II. Спочатку служив у морському флоті. Можливо брав участь у поході до Фінікії та Араму (Сирії). Після цього перейшов до війська, де служив писарем у піхоті та загоні колісничих. Відзначився напевне у війні з хеттами, увійшовши до почту фараона.
Наприкінці правління Рамсеса II або вже на початку володарювання Мернептаха стає верховним жерцем Онуріса. До того або водночас обіймав посаду верховного жерця Маат.

## Родина
- Пеннуб
- Гуї